# Campeonato da Bulgária de Ciclismo em Estrada

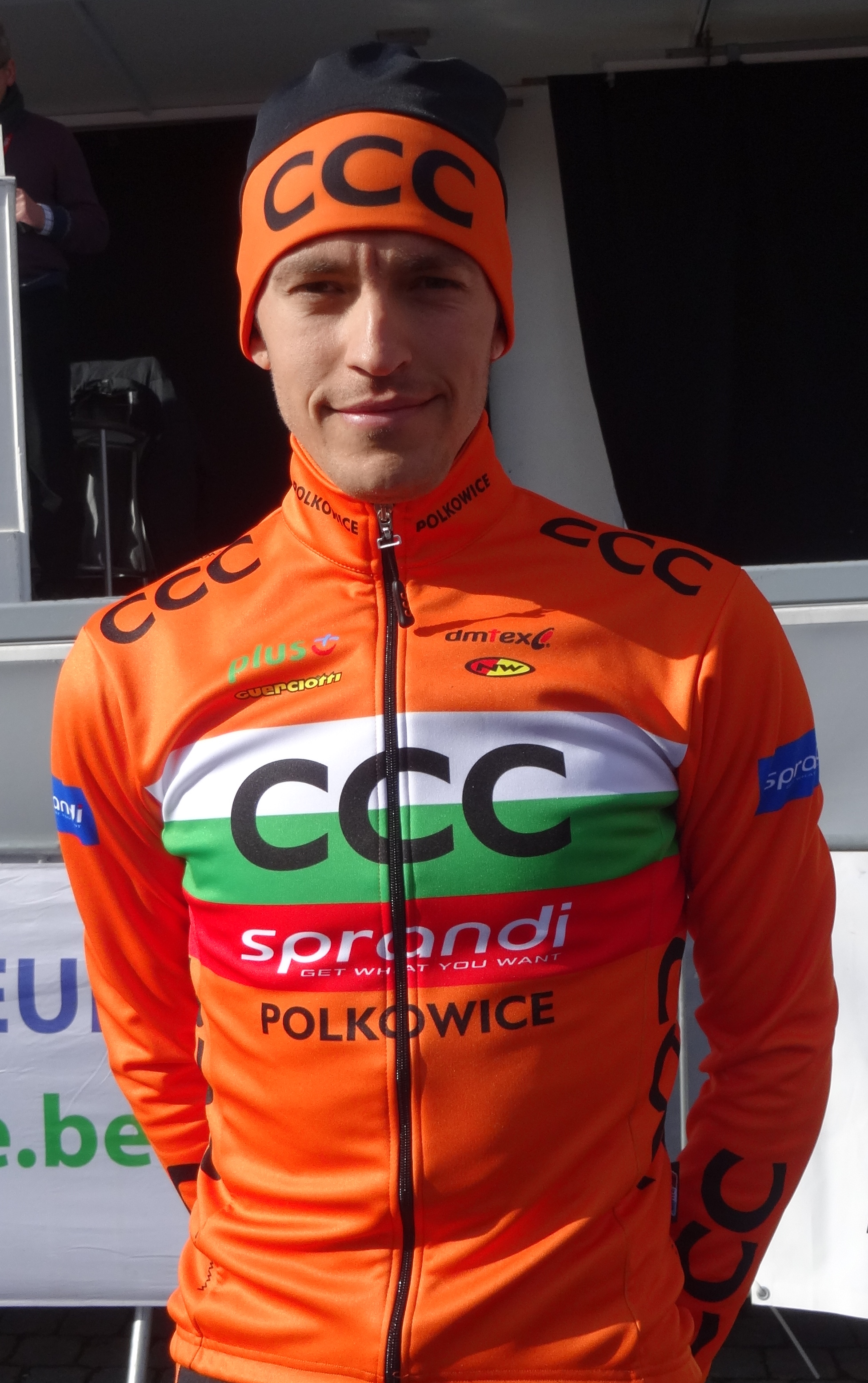
Nikolay Mihaylov com o maillot de campeão da Bulgária.

Os Campeonatos da Bulgária de Ciclismo em Estrada são organizados anualmente para determinar o campeão ciclista da Bulgária de cada ano, na modalidade.
O título é outorgado ao vencedor de uma única prova, na modalidade de em linha. O vencedor obtêm o direito de usar a maillot com as cores da bandeira da Bulgária até ao campeonato do ano seguinte, unicamente quando disputa provas em linha.

## Palmares
| Ano  | Vencedor           | Segundo               | Terceiro              |
| ---- | ------------------ | --------------------- | --------------------- |
| 2000 | Dimitar Gospodinov | Gueorgui Koev         | Petar Vankov          |
| 2001 | Gueorgui Koev      | Vladimir Koev         | Danail Petrov         |
| 2002 | Ivaïlo Gabrovski   |                       |                       |
| 2003 | Daniel Petrov      | Ivaïlo Gabrovski      | Svetoslav Tchanliev   |
| 2004 | Plamen Stoyanov    | Svetoslav Tchanliev   | Danail Petrov         |
| 2005 | Ivaïlo Gabrovski   | Daniel Petrov         | Svetoslav Tchanliev   |
| 2006 | Ivaïlo Gabrovski   | Danail Petrov         | Pavel Shumanov        |
| 2007 | Ivaïlo Gabrovski   | Radoslav Konstantinov | Evgeni Gerganov       |
| 2008 | Georgi Georgiev    | Stefan Hristov        | Svetoslav Tchanliev   |
| 2009 | Ivaïlo Gabrovski   | Vladimir Koev         | Spas Gyurov           |
| 2010 | Danail Petrov      | Vladimir Koev         | Nikolay Mihaylov      |
| 2011 | Danail Petrov      | Vladimir Koev         | Nikolay Mihaylov      |
| 2012 | Danail Petrov      | Georgi Georgiev       | Aleksandar Aleksiev   |
| 2013 | Danail Petrov      | Georgi Georgiev       | Spas Gyurov           |
| 2014 | Nikolay Mihaylov   | Georgi Georgiev       | Aleksandar Aleksiev   |
| 2015 | Nikolay Mihaylov   | Stefan Hristov        | Radoslav Konstantinov |
| 2016 | Georgi Georgiev    | Radoslav Konstantinov | Stanimir Cholakov     |